# Люсі Аюб
Люсі Аюб (араб. لوسي أيوب; івр. לוסי איוב; народилася 21 червня 1992 року) — ізраїльська телеведуча, поетеса і радіоведуча, колишня співробітниця Ізраїльської громадської телерадіомовної корпорації (IPBC), а зараз працює в Keshet Media Group. Аюб була співведучою пісенного конкурсу Євробачення 2019 разом з Ассі Азар, Бар Рафаелі та Ерез Таль.

## Раннє життя
Аюб народилася в Хайфі, Ізраїль. Вона є донькою батька-араба-християнина та матері-єврейки-ашкеназі, яка після їхнього шлюбу прийняла християнство. У Люсі є один брат і три сестри. Її бабуся по батьківській лінії була донькою палестинських біженців, які під час арабо-ізраїльської війни 1948 року втекли до Лівану. Її залишили в монастирі в Ізраїлі, а пізніше усиновила багата арабо-християнка на ім'я Люсі Хаят. Її дідусь і бабуся по материнській лінії пережили Голокост: її дідусь по материнській лінії потрапив до нацистського концтабору, а її бабуся по материнській лінії з Румунії в дитинстві вижила серед партизанів. Аюб святкує як християнські, так і єврейські свята з різними членами своєї родини, хоча вона каже, що вона атеїстка: «Я атеїстка, і для мене нічого не означає, що мене охрестили [у церкві]». Вона відвідувала католицьку школу кармелітів у Хайфі. Вона писала оповідання та вірші арабською та івритом.
Аюб два роки служила в Армії оборони Ізраїлю як інструкторка тренажерів ізраїльських ВПС.
У 2016 році вона почала вивчати в Тель-Авівському університеті філософію, політику, економіку та право.

## Кар'єра

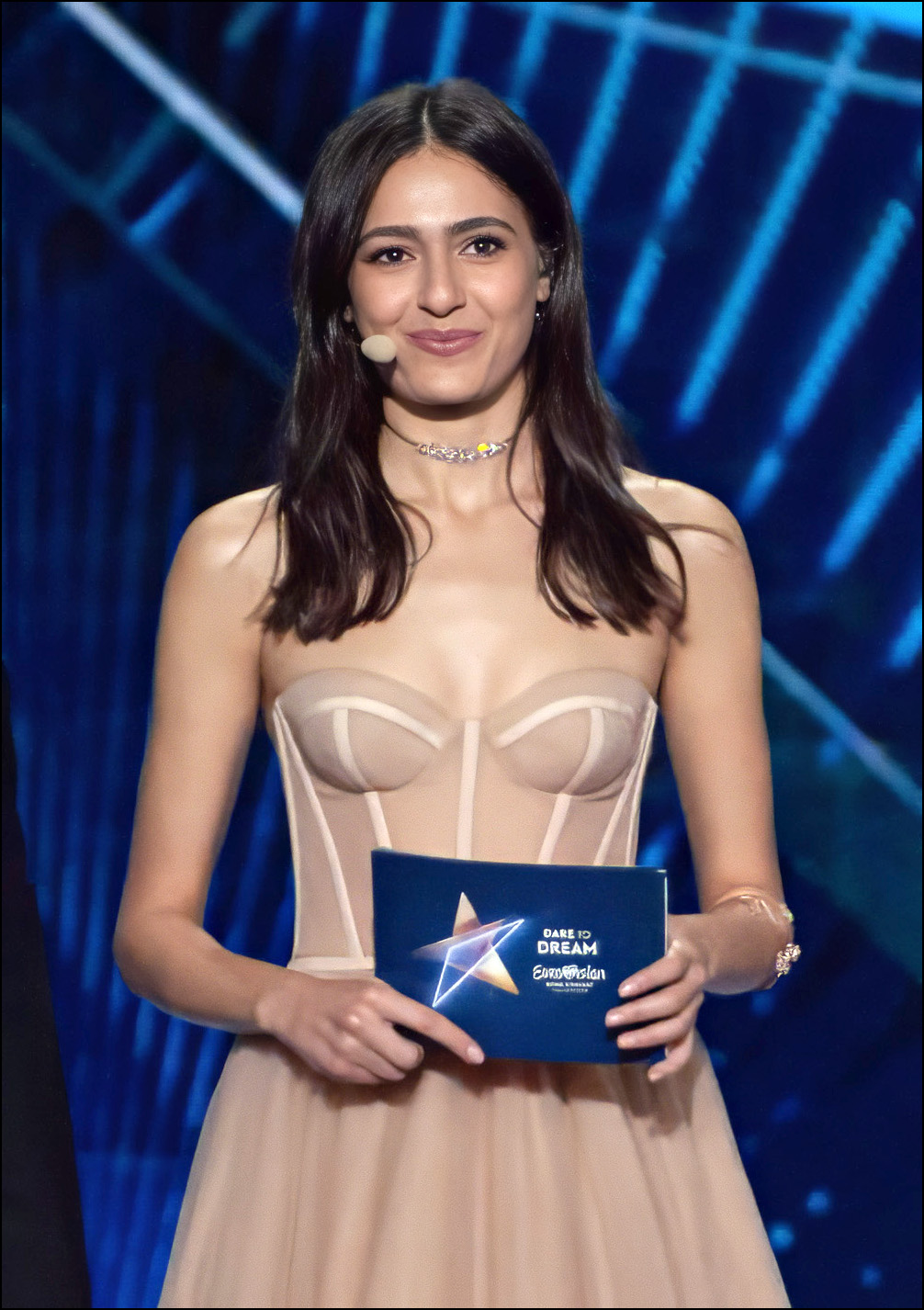
Аюб веде пісенний конкурс Євробачення 2019 у Тель-Авіві

Вперше вона привернула увагу громадськості у 2016 році, коли прочитала кілька своїх віршів у рамках конкурсу Poetry Slam Israel. У тому ж році вона приєдналася до Ізраїльської громадської телерадіомовної корпорації (IPBC) і почала писати та надсилати відео. У 2017 році Аюб почала вести щотижневу культурну програму на радіостанції. Того ж року вона почала вести щоденну телепрограму Culture Club на Kan 11.
Аюб була представником журі від Ізраїлю на пісенному конкурсі Євробачення 2018, де її виступ викликав реакцію медіа через відповідь міністра культури та спорту Ізраїлю Мірі Регева, яка протестувала проти того, що під час виступу у прямому ефірі Аюб розмовляла арабською й не згадувала про Єрусалим.
Аюб разом із Ассі Азаром була ведучою «зеленої кімнати» (за лаштунками артистів) пісенного конкурсу Євробачення 2019 у Тель-Авіві, тоді як Ерез Таль і Бар Рафаелі вели головну подію. Перед цим, 28 січня, Аюб і Азар провели жеребкування півфіналу конкурсу в Тель-Авівському музеї мистецтв.
Люсі грає роль у четвертому сезоні серіалу Netflix Фауда.
У листопаді 2021 року вона оголосила про відхід з IPBC для Keshet.

## Особисте життя
Люсі живе в Тель-Авіві зі своїм чоловіком ізраїльсько-єврейського походження Етаєм Баром.
Аюб розмовляє арабською та івритом. У вірші вона каже про свою самоідентичність: «Дехто з вас скаже, що я завжди буду дочкою араба, і водночас, в очах інших, я завжди буду дочкою єврейки. Тож не кажіть мені раптом, що я не можу бути і тією, і тією».